# Круглик (острів)
Кру́глик — невеликий річковий острів на Дніпрі в Україні. Знаходиться навпроти села Келеберда Канівського району Черкаської області.
Острів овальної форми, з невеликим півостровом на півночі, який в період паводків може відокремлюватись. Південно-західні береги стрімкіші, аніж північно-східні, тому на півночі і сході берегова лінія заболочена. Острів майже повністю вкритий лісами, які чергуються із чагарниками. Північний півострів повністю болотистий і вкритий луками.
Довжина — 1,7 км, ширина — 0,6 км (з півостровом та затокою між ними — 1,1 км), висота 85 м над рівнем моря (СБ) та близько 4-3,5 м над рівнем Дніпра. До лівого берега Дніпра — 0,4 км, до правого — 0,35 км, до острова Шелестів — 120 м.
Круглик є частиною Канівського природного заповідника.

## Галерея

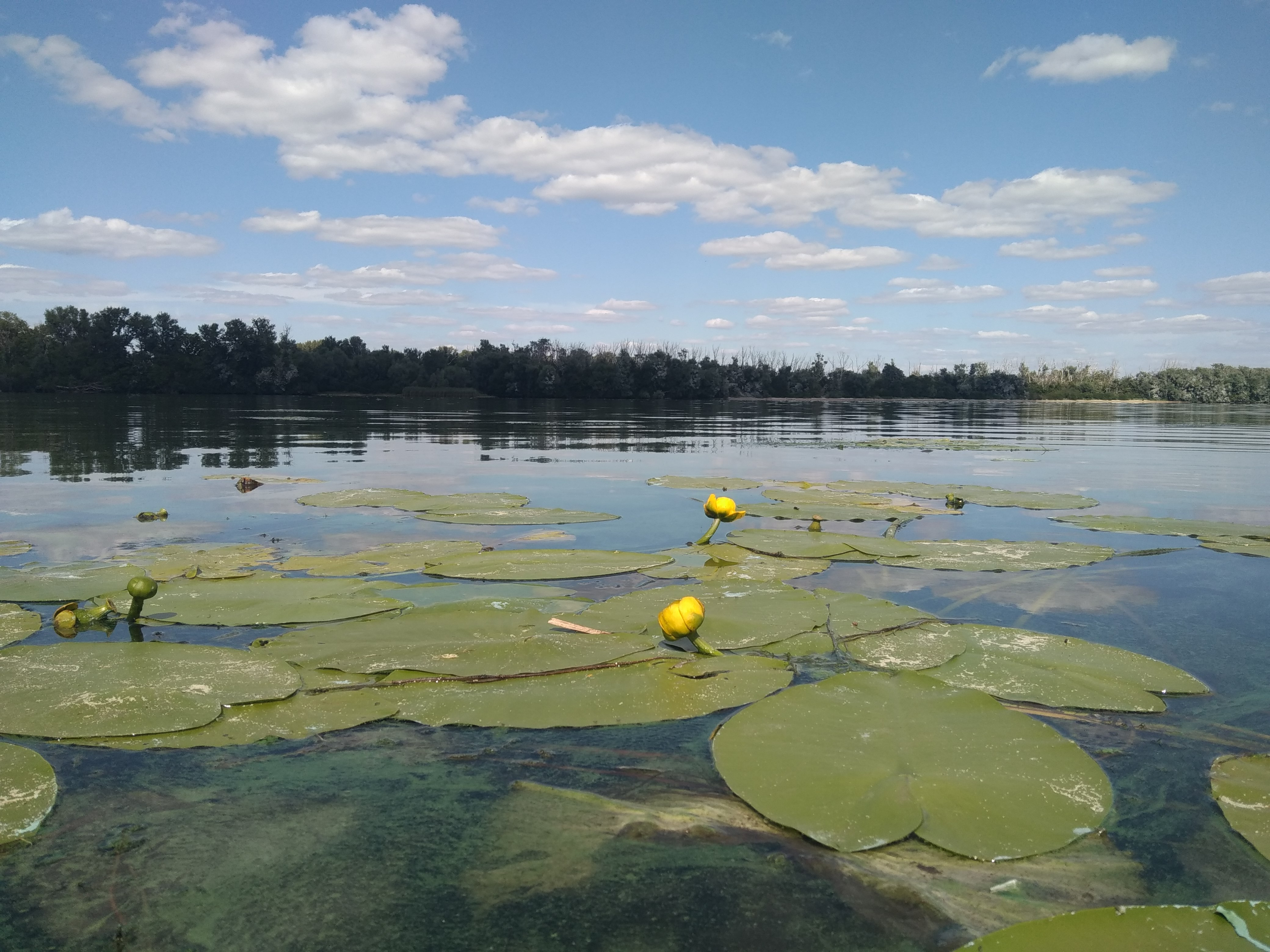
Краєвид острова
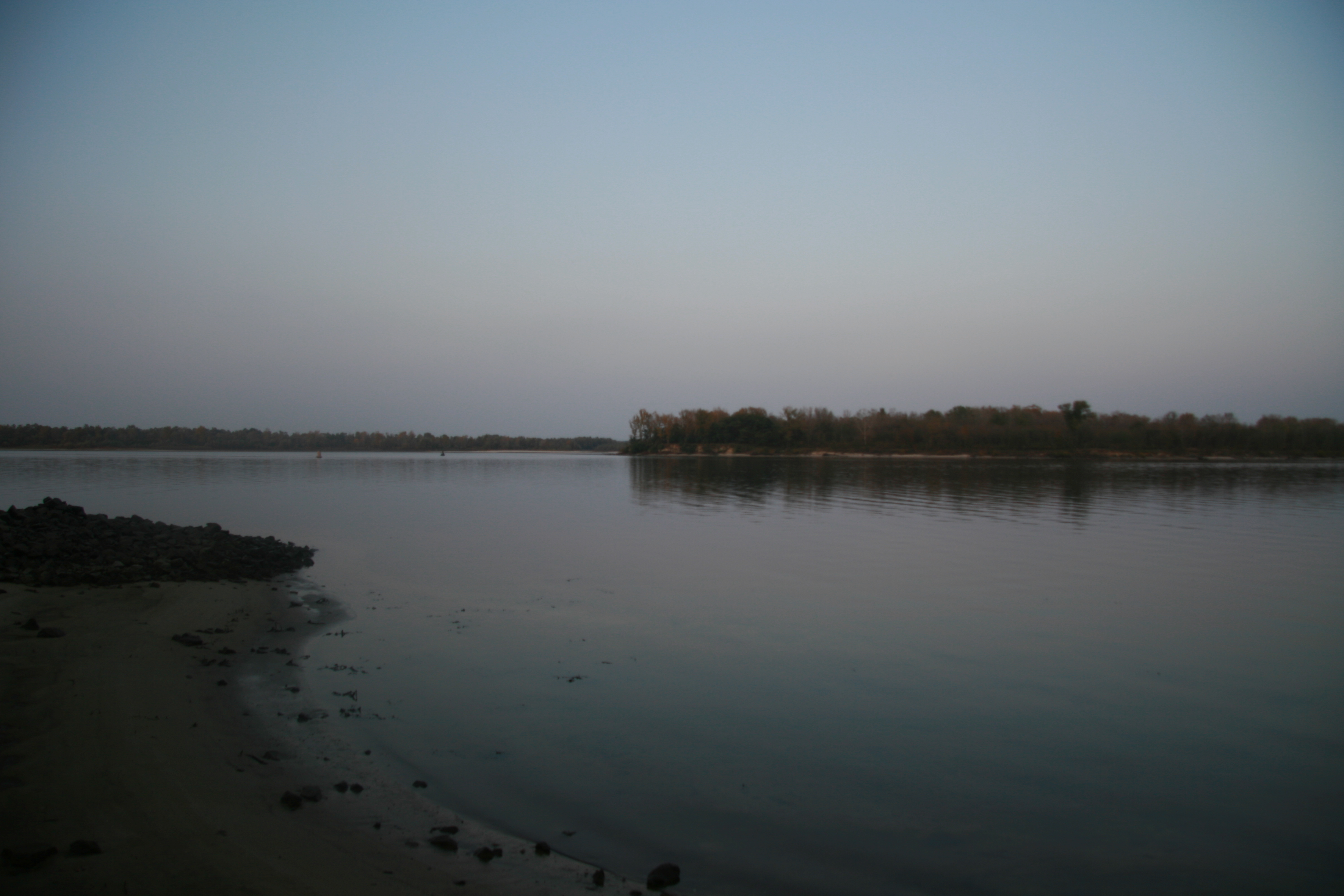
Вигляд Круглика з правого берега Дніпра поблизу садиби Канівського заповідника
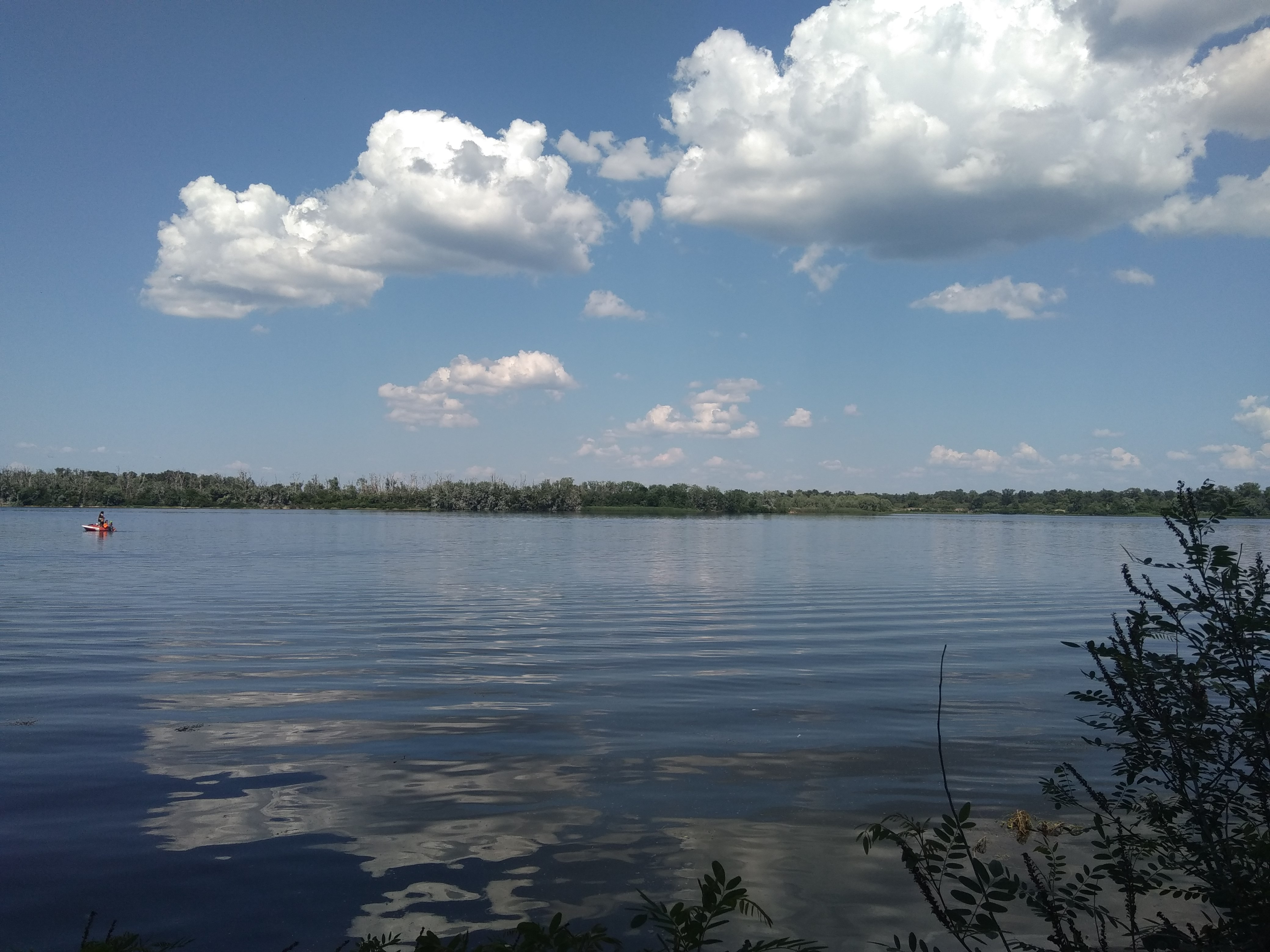
Вигляд Круглика (праворуч) та Шелестова з правого берега Дніпра; на Круглику видні мертві дерева з колоніями чапель та бакланів

| {{{alt}}} | Це незавершена стаття про Канівський район. Ви можете допомогти проєкту, виправивши або дописавши її. |